# Fizică statistică
Fizica statistică reunește trei discipline ale fizicii teoretice, înrudite prin obiectul de studiu dar diferite prin metodele utilizate: termodinamică, mecanică statistică și teorie cinetică. Obiectul de studiu comun sunt fenomenele în care, într-un sistem macroscopic, are loc un transfer de lucru mecanic, căldură sau substanță. Termodinamica nu utilizează metode statistice, dar principiile ei se justifică prin rezultatele celorlalte două discipline. În teoria cinetică proprietățile macroscopice ale unui sistem sunt definite ca valorile cele mai probabile ale mărimilor microscopice corespunzătoare, pe când în mecanica statistică ele sunt valori medii calculate într-un colectiv statistic (sau ansamblu statistic) asociat sistemului.

## Termodinamică
Termodinamica se ocupă cu studiul fenomenologic, la scară macroscopică, al fenomenelor care decurg cu schimb de lucru mecanic, căldură și substanță. Baza teoretică a termodinamicii o constituie un număr redus de principii, derivate prin generalizare și abstractizare din fapte experimentale. Din aceste principii rezultă existența unor funcții de stare care caracterizează complet starea unui sistem termodinamic. Dar termodinamica nu poate stabili forma acestor funcții de stare; ele fie sunt determinate experimental, fie sunt calculate de mecanica statistică sau teoria cinetică.
Necesitatea practică de a optimiza randamentul motorului cu abur, inventat și dezvoltat începând de pe la 1700, l-a condus pe Sadi Carnot (1824) la enunțarea teoremei lui Carnot care, câteva decenii mai târziu, avea să fie reformulată ca principiul al doilea al termodinamicii. Cercetările lui Julius Robert von Mayer (1841) și James Prescott Joule (1844) asupra echivalentului mecanic al căldurii au pregătit formularea principiului întâi al termodinamicii. Bazele teoretice ale termodinamicii (formularea principiilor întâi și al doilea și consecințele lor) au fost puse în deceniul 1850 de William Rankine, Rudolf Clausius și William Thomson (Lord Kelvin). O serie de trei lucrări ale lui Josiah Willard Gibbs (1873–1876) a pus bazele termodinamicii chimice și chimiei fizice. Hermann von Helmholtz (1882–1883) a introdus metodele termodinamicii în electrochimie. Impactul acestor idei și aplicațiile lor au acordat termodinamicii, alături de electromagnetism, o pozție de maximă relevanță în fizica secolului XIX.

## Mecanică statistică
Mecanica statistică, numită uneori și termodinamică statistică, studiază proprietățile sistemelor macroscopice la echilibru, utilizând metode statistice. Aceste metode sunt aplicate unui colectiv statistic (ansamblu statistic) constând dintr-un număr mare de stări microscopice ale sistemului studiat. Colectivul statistic este presupus reprezentativ pentru sistem, în sensul că el trebuie să conțină, cu ponderi corecte, toate stările stările dinamice microscopice compatibile cu starea macroscopică dată. Proprietățile macroscopice pe care le utilizează termodinamica sunt calculate ca valori medii ale mărimilor microscopice corespunzătoare, pe acest colectiv statistic.
Bazele mecanicii statistice clasice au fost puse de Gibbs (1884). Ulterior, dinamica clasică a componentelor microscopice ale sistemului a fost completată cu cea dată de mecanica cuantică, inclusiv calcularea ponderilor asociate stărilor microscopice: conform statisticilor Bose-Einstein pentru bosoni sau Fermi-Dirac pentru fermioni.

## Teorie cinetică
Teoria cinetică utilizează metode statistice pentru a determina proprietățile macroscopice ale unui sistem, pornind de la dinamica microscopică (forțele care acționează la scară moleculară și atomică). Spre deosebire de mecanica statistică, nu se limitează la studiul stărilor de echilibru termodinamic.
James Clerk Maxwell și Ludwig Eduard Boltzmann au creat teoria cinetică a gazelor (1860–1868), după ce Clausius introdusese deja noțiunea de drum liber mijlociu(1858). În deceniile următoare Boltzmann a cercetat aspectele ireversibilității la scară macroscopică, printre altele formulând teorema H referitoare la evoluția unui sistem către starea de echilibru. Teoria cinetică modernă a dezvoltat o varietate de metode matematice și de calcul numeric, pentru studiul fenomenelor de transport în lichide și solide.